# Comportement stratégique
Un comportement stratégique est, au niveau d'une entreprise, un ensemble de décisions d'actions prises dans le cadre d'une stratégie visant à améliorer la situation de ladite entreprise face à la concurrence. Le comportement stratégique est la conséquence de l'application d'une stratégie d'entreprise.

## Concept
Le comportement stratégique est un comportement actif, qui décline un programme de stratégie et le met en forme dans le but d'améliorer la situation de l'entreprise. Elle nécessite la prise de conscience par l'acteur des possibilités stratégiques qui lui sont offertes, et des leviers d'action qu'il peut utiliser. Le comportement stratégique peut être un comportement de réaction face à une initiative adverse.
Il est généralement décidé par l'équipe dirigeante de l'entreprise qui prend des conseils de firmes spécialisées dans le conseil stratégique. Il touche à des domaines variés, de la politique de marketing à l'ingénierie financière.